# Sicyos kunthii
Sicyos kunthii är en gurkväxtart som beskrevs av Célestin Alfred Cogniaux. Sicyos kunthii ingår i släktet hårgurkor, och familjen gurkväxter. Inga underarter finns listade i Catalogue of Life.